# J. Safra Sarasin Swiss Open Gstaad 2016 - Qualificazioni singolare
Le qualificazioni del singolare del J. Safra Sarasin Swiss Open Gstaad 2016 sono state un torneo di tennis preliminare per accedere alla fase finale della manifestazione. I vincitori dell'ultimo turno sono entrati di diritto nel tabellone principale. In caso di ritiro di uno o più giocatori aventi diritto a questi sono subentrati i lucky loser, ossia i giocatori che hanno perso nell'ultimo turno ma che avevano una classifica più alta rispetto agli altri partecipanti che avevano comunque perso nel turno finale.

## Teste di serie
1. Thiago Monteiro (qualificato)
2. Marco Trungelliti (primo turno)
3. Nicolás Kicker (primo turno)
4. Tristan Lamasine (qualificato)

1. Agustín Velotti (ultimo turno, Lucky loser)
2. Miki Janković (primo turno)
3. Tomás Lipovsek Puches (ultimo turno)
4. Jan Mertl (qualificato)

## Qualificati
1. Thiago Monteiro
2. Yann Marti

1. Jan Mertl
2. Tristan Lamasine

### Lucky Loser
1. Agustín Velotti

## Tabellone

### Legenda
| - Q = Qualificato - WC = Wild card - LL = Lucky loser | - ALT = Alternate - SE = Special Exempt - PR = Protected Ranking | - w/o = Walkover - r = Ritirato - d = Squalificato |

### Sezione 1
|  | Primo turno | Primo turno     | Primo turno     | Primo turno | Primo turno |  |  | Ultimo turno | Ultimo turno    | Ultimo turno    | Ultimo turno | Ultimo turno |  |
|  |             |                 |                 |             |             |  |  |              |                 |                 |              |              |  |
|  |             |                 |                 |             |             |  |  |              |                 |                 |              |              |  |
|  |             |                 |                 |             |             |  |  | 1            | Thiago Monteiro | Thiago Monteiro | 6            | 6            |  |
|  |             | Matteo Trevisan | Matteo Trevisan | 6           | 6           |  |  |              | Matteo Trevisan | Matteo Trevisan | 2            | 1            |  |
|  | 6           | Miki Janković   | Miki Janković   | 3           | 3           |  |  |              |                 |                 |              |              |  |

### Sezione 2
|  | Primo turno | Primo turno           | Primo turno       | Primo turno | Primo turno |  |  | Ultimo turno | Ultimo turno          | Ultimo turno | Ultimo turno | Ultimo turno |  |
|  |             |                       |                   |             |             |  |  |              |                       |              |              |              |  |
|  | 2           | Marco Trungelliti     | Marco Trungelliti | 62          | 3           |  |  |              |                       |              |              |              |  |
|  |             | Yann Marti            | Yann Marti        | 7           | 6           |  |  |              | Yann Marti            | 6            | 3            | 6            |  |
|  | WC          | Alexander Ritschard   | 6(1)              | 6           | 1           |  |  | 7            | Tomás Lipovsek Puches | 0            | 6            | 4            |  |
|  | 7           | Tomás Lipovsek Puches | 7                 | 2           | 6           |  |  |              |                       |              |              |              |  |

### Sezione 3
|  | Primo turno | Primo turno    | Primo turno    | Primo turno | Primo turno |  |  | Ultimo turno | Ultimo turno  | Ultimo turno  | Ultimo turno | Ultimo turno |  |
|  |             |                |                |             |             |  |  |              |               |               |              |              |  |
|  | 3           | Nicolás Kicker | Nicolás Kicker | 1           | 4           |  |  |              |               |               |              |              |  |
|  |             | Adrien Bossel  | Adrien Bossel  | 6           | 6           |  |  |              | Adrien Bossel | Adrien Bossel | 1            | 3            |  |
|  | Alt         | Luca Margaroli | Luca Margaroli | 1           | 4           |  |  | 8            | Jan Mertl     | Jan Mertl     | 6            | 6            |  |
|  | 8           | Jan Mertl      | Jan Mertl      | 6           | 6           |  |  |              |               |               |              |              |  |

### Sezione 4
|  | Primo turno | Primo turno      | Primo turno     | Primo turno | Primo turno |  |  | Ultimo turno | Ultimo turno     | Ultimo turno     | Ultimo turno | Ultimo turno |  |
|  |             |                  |                 |             |             |  |  |              |                  |                  |              |              |  |
|  | 4           | Tristan Lamasine | 2               | 6           | 7           |  |  |              |                  |                  |              |              |  |
|  |             | Marco Bortolotti | 6               | 3           | 63          |  |  | 4            | Tristan Lamasine | Tristan Lamasine | 7            | 7            |  |
|  | WC          | Siméon Rossier   | Siméon Rossier  | 1           | 3           |  |  | 5            | Agustín Velotti  | Agustín Velotti  | 5            | 5            |  |
|  | 5           | Agustín Velotti  | Agustín Velotti | 6           | 6           |  |  |              |                  |                  |              |              |  |